# Generalstaatsanwalt
Der Generalstaatsanwalt ist im System der Justiz und Staatsanwaltschaft eine Amtsbezeichnung für einen Beamten. Der Begriff wird in vielen Rechtsordnungen verwendet.

## Deutschland
Der Inhaber des Amtes ist in Deutschland ein Landesbeamter innerhalb der Besoldungsordnung R, in der Regel Behördenleiter einer Generalstaatsanwaltschaft und Dienstvorgesetzter der Staatsanwälte, Amtsanwälte, Rechtspfleger und sonstigen Bediensteten seines Bezirkes. Er selbst unterliegt der Dienst- und Fachaufsicht durch den Landesjustizminister. Auf Bundesebene entspricht diesem Amt der Generalbundesanwalt beim Bundesgerichtshof.

## Litauen
Der Inhaber des Amtes ist in Litauen ein Justizbeamter. Der Generalstaatsanwalt der Litauischen Republik ist Behördenleiter der Generalstaatsanwaltschaft der Litauischen Republik und Dienstvorgesetzter der Staatsanwälte, Gehilfen von Staatsanwälten und der anderen Beamten der Behörde.

## Namibia
In Namibia ist der Generalstaatsanwalt (englisch Prosecutor General) der höchste Staatsankläger im Land. Das Amt bekleidet (Stand Dezember 2020) Martha Imalwa. Anders als in anderen englischsprachigen Staaten ist der Generalstaatsanwalt nicht zugleich in Personalunion auch Attorney-General.

## Vereinigtes Königreich
Das Amt des Attorney General in den Rechtssystemen des Common Law wird häufig mit dem Begriff des Generalstaatsanwalts übersetzt. Im Vereinigten Königreich ist dieser zusammen mit seinem Assistenten, dem Solicitor General, der höchste Vertreter der Krone in der Regierung, jedoch kein Kabinettsmitglied. Er berät die Regierung in Rechtsfragen und vertritt ihre Interessen vor Gericht.

## Vereinigte Staaten
In den Vereinigten Staaten ist 'Attorney General' der Begriff für das Amt im Bund und in den Bundesstaaten, das in anderen Staaten dem Justizminister gleicht.